# 達博 (馬里)
達博（法語：Dabo），是馬里的城鎮，位於該國西南部，由庫利科羅區的納拉省負責管轄，面積2,337平方公里，海拔高度296米，2009年人口11,855，人口密度每平方公里5.1人。
15°4′51″N 8°25′37″W / 15.08083°N 8.42694°W